# Junge für eine unabhängige und neutrale Schweiz
Junge für eine unabhängige und neutrale Schweiz (JUNS, bis ca. 2013: Young4FUN.ch) ist ein in der Schweiz aktiver jugendpolitischer Verein rechtskonservativer Ausrichtung. Die Organisation befasst sich mit Fragen zur Schweizer Armee und zur Aussenpolitik der Schweiz. JUNS ist formell von Parteien unabhängig, de facto jedoch eine Interessenvertreterin der JSVP/SVP: Die Schlüsselpositionen liegen ausschliesslich in den Händen von JSVP- oder SVP-Mitgliedern. Der Verein ist vergleichbar mit der AUNS als Interessenvertreterin der SVP.
In der französischsprachigen Schweiz hat die Organisation den Namen Association des jeunes pour l’indépendance de la Suisse (AJIS).

## Entstehung und Name
Der Verein wurde 2001 gegründet und hat ungefähr 1600 Mitglieder. Hervorgegangen ist der Verein aus dem Abstimmungskomitee «Junge gegen die bilateralen Verträge», welches 1999 erfolglos die Unterzeichnung der bilateralen Verträge I zu verhindern versuchte. JUNS steht für «Junge für Freiheit, Unabhängigkeit und Neutralität Schweiz».

## Politische Einordnung
Der Verein ist rechtskonservativ ausgerichtet. Der Verein setzt sich ein gegen eine stärkere Annäherung der Schweiz zu supranationalen Organisationen wie der UNO, der NATO oder der Europäischen Union.
Der Verein setzt sich nach eigenen Angaben für die Mitsprache des Volkes in aussenpolitischen Angelegenheiten (Stichworte: Bilaterale Verträge I und II, Schengen/Dublin) ein.
Mit der Beteiligung am Referendum gegen das Militärgesetz Armee XXI hat sich der Verein auch in die sicherheitspolitische Debatte eingebracht.
Einige der Mitglieder sind auch innenpolitisch aktiv. Sie halten zum Teil kantonale oder lokale Parlamentssitze und/oder besetzen Funktionen in anderen politischen Vereinigungen. Young4FUN.ch-Mitglieder sind oft auch Mitglieder der SVP beziehungsweise der Jungpartei JSVP.

## Organisation
Der Verein ist in sechs überkantonale Regionen geordnet mit dem Ziel, die in Abstimmungskampagnen wichtige regionale Verankerung zu gewährleisten. Die tagespolitische Führung liegt bei einem zwanzigköpfigen Vorstand (drei Co-Präsidenten, Generalsekretär, Kassier, Werbebeauftragter, Regionalleiter und weitere). JUNS ist Mitglied der European Alliance of EU-critical Movements.
Co-Präsident des Vereins ist der St. Galler SVP-Nationalrat Lukas Reimann.
Die offizielle Vereinszeitung ist die Freie Schweiz.

## Aktivitäten
Ein Schwerpunkt der Aktivitäten von JUNS liegt beim Engagement in Abstimmungskämpfen. Ebenso beteiligen sich die Mitglieder an Unterschriftensammlungen, Stand- und Flyerverteilaktionen sowie an Demonstrationen (z. B. 2002 in der Debatte um den Beitritt der Schweiz zur UNO).